# Microgale pusilla
Microgale pusilla är en däggdjursart som beskrevs av Major 1896. Microgale pusilla ingår i släktet långsvanstanrekar, och familjen tanrekar. IUCN kategoriserar arten globalt som livskraftig. Inga underarter finns listade i Catalogue of Life.
Arten förekommer på östra Madagaskar. Den lever där i regioner som ligger 530 till 1670 meter över havet. Den kan anpassa sig till olika habitat som skogar, jordbruksmark, träskmarker och andra landskap där skogen avverkades.